# Список умерших в 672 году

## Январь
- 7 января — Император Тэндзи — 38-й император Японии (661—672).
- 27 января — Виталий (91) — 76-й Папа Римский (657—672).
- Маймуна бинт аль-Харис — одна из жён пророка Мухаммада, мать правоверных.

## Март
- 2 марта — Чед Мерсийский — англосаксонский святой, епископ Йоркский (664—669) и епископ Мерсии и Линдси (Личфилда) (669—672).

## Август
- 21 августа — Император Кобун — 39-й император Японии (672).

## Сентябрь
- 1 сентября — Реккесвинт — король вестготов (649—672).

## Дата смерти неизвестна или требует уточнения
- Абу Айюб аль-Ансари, сподвижник пророка Мухаммеда.
- Абу Муса аль-Ашари, мусульманский политический деятель, сподвижник пророка Мухаммеда.
- Адеодат Неаполитанский, епископ Неаполя (653/654—671/672); святой, почитаемый в Римско-католической церкви.
- Ампелий Миланский — святой архиепископ Милана.
- Кенвал — король Уэссекса (643—645 и 648—672).
- Косьма, герцог Неаполя (670—672/673).